# 順序指数体
数学における順序指数体（じゅんじょしすうたい、英: ordered exponential field）は、順序体であって（実数全体の成す順序体上の指数函数の概念を一般化する）適当な条件を満たす函数を備えたものを言う。

## 定義
順序体 K 上で定義された指数函数 (exponential) E とは、加法群 K から乗法群 K× の上への狭義単調増大な群準同型を言い、順序体 K とその上の指数函数 E との対 (K, E) を順序指数体と呼ぶ。

## 例
- 順序指数体の標準的な例は、実数全体の成す順序体 ℝ に ax (a > 1) の形に書ける任意の指数函数を併せたものである。そのような函数のひとつに、自然指数函数 E(x) ≔ ex がある。順序体 ℝ と自然指数函数との対として与えられる順序指数体を ℝexp で表す。1990年代には ℝexp がモデル完備（英語版）であることが示され、ウィルキーの定理（英語版）と呼ばれる。この結果とパフ函数（英語版）に関する Khovanskiĭ の定理を併せれば ℝexp が o-極小（英語版）でもあることが示される[1]。アルフレッド・タルスキ―が ℝexp の決定可能性の問題を提起したので、いまではそれをタルスキーの指数函数問題（英語版）と呼ぶ。実数版のシャニュエル予想が真ならば ℝexp が決定可能であるということは知られている[2]。
- 超現実数全体の成す順序体 𝐍𝐨 には ℝ 上の自然指数函数 exp の延長となる指数函数が定義できる。𝐍𝐨 はアルキメデス性を持たないから、これは非アルキメデス順序指数体の例を与えるものである。
- 対数指数超級数（英語版）全体の成す順序体 𝕋LE は、標準的な指数函数を持つような仕方で具体的に構成される。

## 形式指数体
形式指数体あるいは指数閉体とは、（本項で言う意味での）指数函数 E を定義可能な順序体を言う。任意の形式指数体 K に対し、K 上の指数函数 E を適当な自然数 n に対して 1 + 1/n < E(1) を満たすように選ぶことができる。

## 性質
- 任意の順序指数体 K は冪根閉 (root-closed) である。すなわち K の任意の正元が任意の正整数 n に対する n-乗根を持つ（別な言い方をすれば、K の正元全体の成す乗法群が可除群を成す）。このことは、任意の a > 0 に対して {\textstyle E\left({\frac {1}{n}}E^{-1}(a)\right)^{n}=E(E^{-1}(a))=a} となることを見ればわかる。
  - これにより、任意の順序指数体はユークリッド体（英語版）になることがわかる。
  - これにより、任意の順序指数体は順序ピタゴラス体（英語版）であることがしたがう。
- 任意の実閉体が必ずしも形式指数体となるわけではない。例えば、実代数的数全体の成す体には指数函数を入れることができない。なぜならば、実数体の任意の形式指数部分体 K において、指数函数 E は適当な元 a ∈ K (a > 1) に対して E(x) = ax の形をしていなければならない、にも拘らず {\textstyle E({\sqrt {2}})=a^{\sqrt {2}}} が a > 1 のとき代数的でないことがゲルフォント–シュナイダーの定理から従う。
  - その帰結として、形式指数体全体の成すクラスは初等類（英語版）でないことが言える（実数体と実代数的数体は初等同値（英語版）な構造であった）。
- 形式指数体全体の成すクラスは擬初等類（英語版）である。これは体 K が指数閉であるための必要十分条件が、全射 E2: K → K+ が存在して E2(x + y) = E2(x)E2(y) かつ E2(1) = 2 となることであり、E2 に関するこれらの性質は公理化可能であることによる。

## 注
1. ↑  A.J. Wilkie, Model completeness results for expansions of the ordered field of real numbers by restricted Pfaffian functions and the exponential function, J. Amer. Math. Soc., 9 (1996), pp. 1051–1094.
2. ↑  A.J. Macintyre, A.J. Wilkie, On the decidability of the real exponential field, Kreisel 70th Birthday Volume, (2005).
3. ↑  Salma Kuhlmann, Ordered Exponential Fields, Fields Institute Monographs, 12, (2000), p. 24.